# Rafael Pertús

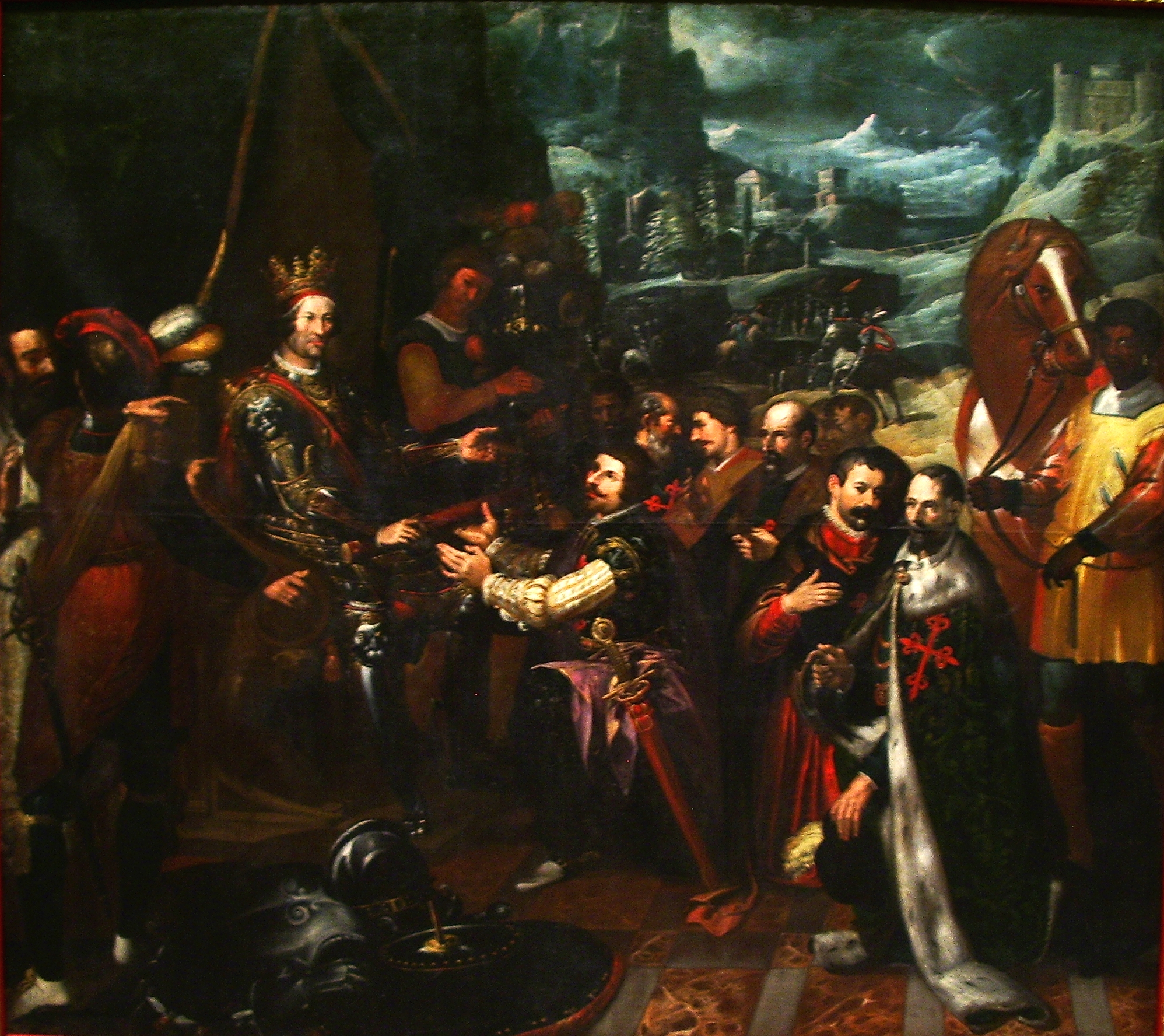
Nombramiento del general Alonso por Juan II de Aragón para la guerra con Castilla (Museo de Zaragoza).

Rafael Pertús (Zaragoza, 1564 - ibídem, 19 de marzo de 1648) fue un pintor español de estilo manierista y barroco.
Nacido en Zaragoza en el seno de una familia de pintores encabezada por su padre, Pedro Pertús y su hermano Miguel, fue elogiado por Jusepe Martínez en sus Discursos practicables del nobilísimo arte de la pintura. Casó joven en primeras nupcias con Mariana Aranguren con la que tuvo tres hijos y posteriormente con Isabel Zatoía, con quien se comprometió por capitulaciones de matrimonio en 1585. De este segundo matrimonio nacería otra hija.
Fue muy alabado por sus pinturas de historia, como las de la serie de nueve cuadros encargados en 1621 acerca de batallas y conquistas de los reyes de la Corona de Aragón para decorar los muros de la Diputación de Zaragoza. Un ejemplo de su habilidad para este género se encuentra, por ejemplo, en el Nombramiento del general Alonso por Juan II de Aragón para la guerra con Castilla, que se conserva en el Museo de Zaragoza.
Participó en la obra del monumento funerario al príncipe Baltasar Carlos, erigido a la muerte de este en Zaragoza en 1646, siendo calificado su trabajo de «primoroso».
A pesar de que su estilo quedó anclado en el manierismo, y carece de fuerza, presenta su pintura ciertos rasgos similares a los de la obra de Francisco Pacheco, como el gusto por la obra acabada y de cromatismo armonioso, buscando un equilibrio clásico. También se aprecia esta concomitancia en las modelos de Inmaculada y de Cristo, que figuraba clavado por cuatro puntas, como recomendaba el maestro sevillano.